# جودنسافان
جودنسافان (السافانا اليهودية) هو مجتمع للمزارعين اليهود كانت بسورينام في أمريكا الجنوبية وكانت لفترة من الوقت مركز التجمع اليهودي بالمستعمرات الجديدة.
تم تأسيسها في القرن السابع عشر من قبل اليهود السفارديين وأصبحت أكثر تطوراً وثراءً بعد أن استقرت هناك مجموعة من اليهود الفارين من الاضطهاد في البرازيل. كان يقع في ما يعرف الآن بمنطقة بارا حوالي 50 كيلومتر (31 ميل) جنوب العاصمة باراماريبو على نهر سورينام.
تم إنشاء مزارع قصب السكر واستخدم الأفارقة السود كعمال بالسخرة.
في عام 1700 وصل عدد اليهود 500 من أصحاب المزارع يخدمهم 9000 من العبيد. وقد واجهت المستعمرة هجمات منتظمة من السكان الأصليين وثورات العبيد وحتى غارات من البحرية الفرنسية. انتقل المجتمع في نهاية المطاف إلى عاصمة باراماريبو وتمت محاولة تطهير مواقع القبور وصيانة آثار الكنيس في أوقات مختلفة من الأربعينيات إلى القرن الحادي والعشرين.

## التاريخ
عام 1639: كان الإنجليز يسيطرون على سورينام وقد سمحوا لليهود السفارديم القادمين من هولندا والبرتغال وإيطاليا بالاستقرار في المنطقة خاصة العاصمة القديمة توراريكا
8 أبريل 1651: تم إرسال عريضة من بنجامين وهنري دي كاسيراس وجاكوب فراسو لملك إنجلترا للحصول على إذن بالعيش والتجارة في أراضي سورينام وبربادوس مما يمثل تاريخًا ثابتًا لأصول إنشاء الجالية اليهودية داخل المنطقة.
عام 1652: هاجرت مجموعة جديدة قوامها حوالي 1200 شخص لمنطقة جودنسافان, وجاءت المجموعة الثالثة عام 1664، بعد طردهم من البرازيل ثم غيانا الفرنسية بقيادة ديفيد كوهين ناسي .
حاول البريطانيون إغراء هذه المجموعة للاستقرار من خلال ضمان امتيازات لهم بما في ذلك الحق في إدارة محاكمهم الخاصة والحرية الدينية. أخذ المجتمع اسم سافانا بعد الحقول التي تحيط به وتم بناء المستوطنة على مساحة مرتفعة من الأرض وتم بناؤها أولاً بطريق رئيسي واحد وأربعة شوارع جانبية ومدرسة لتعليم الإسبانية والبرتغالية بالإضافة إلى الموضوعات اليهودية.
لم يكن لدى سكان جودنسافان أي مكان يرحلوا له مما جعلهم يفضلوا الاستيطان الدائم. طورت هذه الجالية اليهودية اقتصاد زراعة قصب السكر الذي استخدم العبيد الأفارقة كعمالة. وفقًا لبعض الروايات تلقت العائلات المستقرة حديثًا 4 أو 5 عبيد كجزء من منحة التسوية.
عندما سيطر الهولنديون على سورينام احتفظوا بالحقوق الممنوحة لهذه الجالية اليهودية بل وقاموا بتوسيعها في بعض النواحي ، بما في ذلك الحق في حمل البضائع يوم الأحد وإبعاد الناس عن مجتمعهم ، بالإضافة إلى منحة أرض تبلغ 1691 فدانًا تبلغ مساحتها 100 فدان لبناء كنيس ومكان دفن, وقد وصلت المستوطنة إلى أكبر حجم لها بـ 570 مواطنًا في عام 1700. كما انخرط مواطنوا جودنسافان اليهود الذين يمتلكون العبيد بانتظام في نزاع مع السكان الأصليين المجاورين ومع المستعبدين في مزارعهم.
في عام 1670: غادر ما يقرب من مائتي شخص يهودي سورينام ، وفي عام 1677 ، قبل عام من هجوم الكاريبي على جودنسافان، غادرت عشر عائلات يهودية مع عبيدها.
عام 1678: تعرضت المستوطنه جودنسافان للهجوم من قبل شعب كالينا
عام 1690: اندلعت تمرد العبيد في مزرعة مالكها إيمانويل ماتشادو الذي قُتل وهرب عبيده السابقون إلى مجتمع ماروني
في عام 1712: قام البحارة الفرنسيون -الذين يدركون ثراء المجتمع- بمداهمتها
عام 1671: تم تأسيس مجمع «البركات والسلام» مع بناء أول كنيس خشبي في المجتمع ( الكنيس الثالث في أمريكا الجنوبية) كان بناء هذا الكنيس بمثابة علامة على انتقال مركز الحياة اليهودية في المنطقة من توراريكا إلى جودنسافان
أحتوى هذا الكنيس على قسم منفصل للنساء وأرشيف للمجتمع تم تشييد مبنى ثانٍ من الطوب المستورد في عام 1685 م
بالقرن الثامن عشر: تعرضت سورينام لسلسلة من الأزمات التي ضربت المزارع اليهودية مما ادى لزيادة المصروفات نتيجة لما يلي:
*الجزية الضخمة لبعثة كاسارد *انهيار مستورد رئيسي لقصب السكر في أمستردام عام 1773 م واستحقاق القروض العقارية نتيجه أدى إدخال زراعة بنجر السكر في أوروبا ونضوب التربة *تدهورت الظروف الأمنية نتيجة حروب المارون المستمرة
بينما أدى نمو باراماريبو كميناء تجاري حصري للمستعمرة بالقرب من الساحل إلى سحب اليهود بعيدًا عن جودنسافان
انخفضت جودنسافان خلال منتصف القرن الثامن عشر وانتقل معظم سكانها إلى باراماريبو
بحلول عام 1790 م : كان عدد سكان جود نسافان يقترب من حوالي اثنين وعشرين فقط باستثناء العبيد وانخفض هذا إلى أقل من عشرة بحلول أوائل القرن التاسع عشر.
واستمرت المستوطنة في حاله تدهور حتى دمرتها النيران خلال ثورة العبيد في عام 1832 م
خلال الحرب العالمية الثانية: تم بناء معسكر اعتقال بالقرب من موقع المستوطنة اليهودية السابقة وسمي معسكر الاعتقال جودنسافان لإيواء 146 سجينًا سياسيًا من المتعاطفين الألمان المتشددين بالإضافة لبعض القوميين الإندونيسيين

## لوضع الراهن
كل ما تبقى في موقع جودنسافان هو بقايا مجمع «البركات والسلام»و ثلاث مقابر